# Такахаси (река)
Такахаси или Такахаси-Гава (яп. 高梁川 такахасигава) — река в Японии на острове Хонсю. Протекает по территории префектуры Окаяма.
Исток реки находится под горой Ханами (высотой 1188 м), на границе префектур Окаяма и Тоттори. Такахаси течёт на юг, у города Ниими в неё впадают реки Ниси, Косакабе и Куматане. После слияния с Косакабе Такахаси течёт через плато Киби, в котором прорезает глубокое ущелье длиной около 50 км. В городе Такахаси в реку впадает Нарива-гава, берущая начало в префектуре Хиросима. Ниже города река течёт по аллювиальной равнине; у города Курасики в неё впадает Ода-гава. После этого Такахаси протекает через равнины Курасики и Тамасима и впадает в залив Мидзусима Внутреннего Японского моря, образуя небольшую дельту.
Длина реки составляет 111 км, на территории её бассейна (2670 км²) проживает около 260 000 человек. Расход воды составляет 63 м³/с. Такахаси — крупнейшая по площади бассейна река префектуры. Согласно японской классификации, Такахаси является рекой первого класса.
Для истоков реки характерны ультраосновные породы. У плотины Комото встречается известняк.
Концентрация взвешенных твёрдых частиц в Такахаси невысока, подобно прочим рекам Японии. Средняя концентрация у устья составляет 38 мг/л. Максимальный показатель — 240 мг/л — был зарегистрирован в дождливый сезон, минимальный — 0,6 мг/л — в октябре. Ежегодно река выносит в море около 75 млн кг взвешенных твёрдых частиц и 160 млн кг растворённых солей.

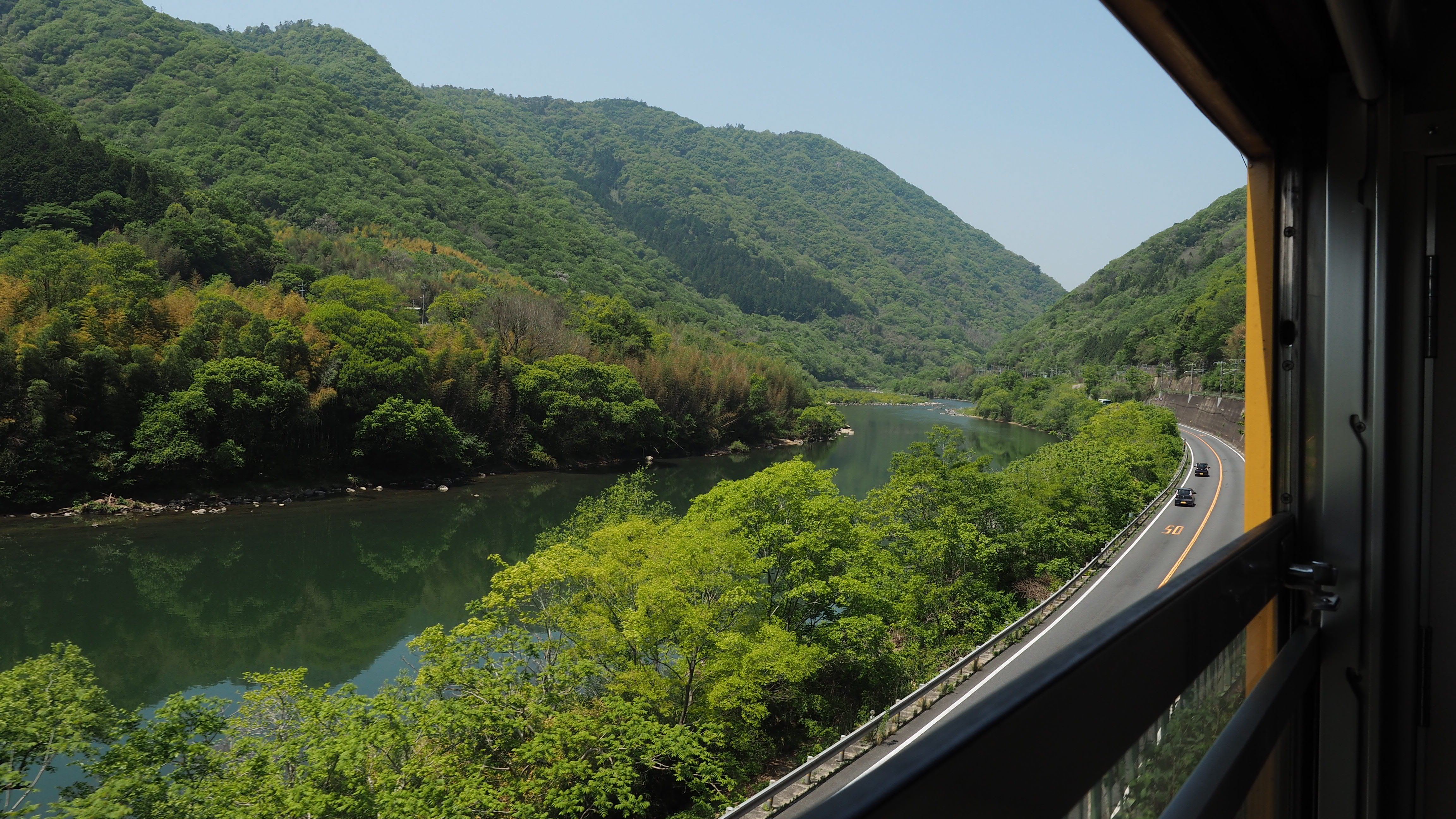
Вид на Такахаси с автострады № 180

Река Такахаси протекает через одноимённый город, где в эпоху Токугава стоял замок. В бассейне реки лежат небольшие города с населением 20 000 — 50 000 человек. Вдоль реки проходит дорога национального значения № 180.
В 1943 году у устья реки компания Mitsubishi Heavy Industries построила авиационный завод. Сегодня там расположена промышленная зона Мидзусима, одна из крупнейших в Японии.
С древних времён горы в верховьях Такахаси являлись одним из центров выплавки железа из железного песка в печах татара. Для добычи песка использовалась технология канна-нагаси (яп. 鉄穴流し): на склоне горы прокапывали каналы, в которые ссыпалась выветрившаяся железосодержащая порода (гранит). После этого по каналу пускали воду, уносившую землю и пустую породу, в то время как железный песок оседал в канале. В результате река несла большой объём отложений. Кроме непосредственного сброса земли в реку, вырубка лесов для выплавки железа усиливала эрозию и увеличивала общий объём речных отложений. Суммарная территория в бассейне Такахаси, на которой добывали железо таким образом, оценивается в 71 га, а общий объём смытой земли и породы — в 33-66 млн м³.
Усугубившаяся из-за накопления осадка в русле реки угроза наводнений заставляла людей возводить всё более высокие дамбы вдоль её берегов, в результате этого река стала протекать значительно выше окружающих земель.
Другим результатом накопления наносов стало продвижение в сторону моря речной дельты, за счёт чего становилось возможным освоение новых земель и их использование для рисоводства.
Местные жители начали сооружать дамбы и осушать побережье у устья реки уже в XV веке.
В ХХ и XXI веках крупнейшие наводнения происходили в 1934 и 1945 годах. Во время наводнения 1934 года было полностью разрушено 6789 домов.